# Peterson Island (Windmill-Inseln)
Peterson Island ist eine 3 km lange Insel im Archipel der Windmill-Inseln vor der Budd-Küste des ostantarktischen Wilkeslands. Sie liegt 325 m südlich der Insel Motherway Island sowie unmittelbar westlich der Browning-Halbinsel im südlichen Abschnitt des Archipels und besitzt zwei Buchten an der Nordküste sowie das Südkap Benlein Point.
Die Insel wurde anhand von Luftaufnahmen der US-amerikanischen Operation Highjump (1946–1947) und Operation Windmill (1947–1948) kartiert. Das Advisory Committee on Antarctic Names benannte sie 1993 nach Leutnant Mendel Lazear Peterson (1919–2003), Versorgungsoffizier der United States Navy bei der Errichtung astronomischer Beobachtungsstationen während der Operation Windmill im Januar 1948.